# Deutsche Reiterliche Vereinigung
Die Deutsche Reiterliche Vereinigung e. V. ist der Dachverband aller Züchter, Reiter, Fahrer und Voltigierer in Deutschland. Die internationale Bezeichnung ist Fédération Équestre Nationale, Abkürzung FN. FN ist auch die übliche umgangssprachliche Bezeichnung.
Die FN wurde im Jahr 1905 in Berlin als Verband deutscher Halbblutzüchter gegründet. Die Vereinigung hat mittlerweile ihren Sitz in Warendorf. 2023 gehörten ihr 17 Landesverbände mit 7.198 Reit- und Fahrvereinen an. Zusätzlich waren 57.163 sogenannte Persönliche Mitglieder und 3.709 Pferdebetriebe direkt an den Bundesverband angebunden. Mit insgesamt 663.137 Mitgliedern ist die FN die größte Pferdesportvereinigung der Welt.
Die FN ist organisiert im Dachverband Fédération Équestre Internationale (FEI) und innerhalb des Deutschen Olympischen Sportbundes zuständig für den Reit-, Fahr- und Voltigiersport.
Martin Richenhagen ist Präsident der Deutschen Reiterlichen Vereinigung (FN). Die Mitgliederversammlung bestätigt bei der Jahrestagung im Mai 2025 mit einer Mehrheit von rund 88 Prozent Prof. Dr. h.c. Martin H. Richenhagen an der Spitze des Verbandes. Der ehemalige CEO des US-amerikanischen Agrarunternehmens AGCO war bereits im Herbst 2024 in einer außerordentlichen Sitzung zum Präsidenten gewählt worden.
Präsident der FN von Juli 2021 bis November 2024 war Hans-Joachim Erbel, der damit Breido Graf zu Rantzau nachfolgte.

## Aufgaben
Arbeitsgebiete der FN sind die Organisation des Pferdesports als Turnier- und Breitensport sowie die Pferdehaltung und Pferdezucht. Wichtig sind dabei auch die reiterliche Aus- und Weiterbildung sowie die Beratung der Mitglieder. Die FN sieht sich als Ansprechpartner für alle Fragen, die das Pferd bzw. seine Zucht, Haltung, Ausrüstung, Ausbildung und Nutzung betreffen. Weitere Aufgabenbereiche ergeben sich daraus: Veterinärmedizin, Tierschutz, Interessenvertretung der Pferdesportler, Reitrecht und Landschaftsschutz. Ferner zählt die Deutsche Reiterliche Vereinigung es zu ihren Aufgaben, das Kulturgut Pferd ideell im Bewusstsein der Bevölkerung zu pflegen und zu bewahren.
Der im Jahr 1977 als 100%ige Tochter der FN gegründete FNverlag publiziert als Fachverlag Bücher und andere Medien rund um das Pferd und den Pferdesport. Er gibt aktuell 17 Mitarbeiter (2018) an und rechnet sich zu den führenden Fachverlagen auf diesem Gebiet. Von besonderer Bedeutung sind die von der FN herausgegebenen einheitlichen Regelwerke, Bestimmungen und Richtlinien wie die Ausbildungs- und Prüfungsordnung (APO), die Leistungs-Prüfungs-Ordnung (LPO) und die Zuchtverbandsordnung (ZVO).
Turnierdisziplinen innerhalb der FN sind:
- Reitsport
  - Dressurreiten
  - Springreiten
  - Vielseitigkeitsreiten
  - Distanzreiten
- Fahrsport
- Voltigieren
- Para-Dressursport (Para-Equestrian)

Der Bundesstützpunkt in Warendorf ist bundesweit die einzige vom Verband eingerichtete Trainingsstätte für Reiter, Fahrer und Voltigierer. Er wurde 1970 vor den Olympischen Spielen in München gebaut, seither mehrfach erweitert und umfasst derzeit drei Reithallen, eine Mehrzweck- und eine Longierhalle, zwei Dressurplätze, zwei Mehrzweckplätze und jeweils zwei Springplätze auf Sandboden und Grasboden, einen Fahr- und Vielseitigkeitsplatz auf Grasboden mit verschiedenen Naturhindernissen, eine Galoppierbahn, Führanlage und mehrere Stalltrakte mit insgesamt 110 Boxen. Insgesamt nehmen jährlich ca. 2.000 Reiter und ca. 4.000 Pferde an Lehrgängen oder Trainingsmaßnahmen am BSP teil.

## Abzeichen
Zur Dokumentation von Fähigkeiten im Umgang mit dem Pferd und zur Motivation insbesondere junger Sportler verleiht die FN Abzeichen an Reiter, Fahrer, Voltigierer und Longenführer. Die Prüfungen werden dabei von den Reit- und Fahrvereinen durchgeführt. Die Anforderungen sind in der Ausbildungs- und Prüfungs-Ordnung (kurz APO) geregelt. Mehr als 50 Abzeichen können im Pferdesport durch theoretische und praktische Prüfungen oder über Erfolge im Turniersport erworben werden. Goldene Abzeichen werden ausschließlich für Turniererfolge vergeben.
- Reitabzeichen 10 bis 1 und in Gold
- Fahrabzeichen 10, 7, 5 bis 1 und in Gold
- Westernreitabzeichen 10 bis 6, 4 bis 2 und in Gold
- Voltigierabzeichen 10, 9, 7, 4 bis 1 und in Gold
- Longierabzeichen 5 bis 2
- Pferdeführerschein Umgang
- Pferdeführerschein Reiten
- Abzeichen für das Reiten und Fahren im Gelände: Wanderreiten/Wanderfahren, Distanzreiten/Distanzfahren, Geländereiten, Jagdreiten

## Tierschutz
Als nationaler Pferdesport- und Zuchtverband, zu dessen Vizepräsidenten Josef Neckermann gehörte, ist die Deutsche Reiterliche Vereinigung auf der einen Seite Interessenvertretung der Pferdesportler, zugleich jedoch auch für die Einhaltung der Regularien und die Achtung des Tierschutzes verantwortlich. So stand die FN teilweise in der Kritik, nicht ausreichend gegen nicht pferdegerechte Methoden (zum Beispiel Rollkur, Riegeln, großer bzw. falscher Gebrauch von Hilfsmitteln wie Hilfszügeln, Gerten und Sporen) vorzugehen. Als Reaktion hierauf erarbeitete die FN unter anderem einen Beurteilungskatalog, der das nicht pferdegerechte Reiten auf Abreiteplätzen definiert. Zudem wurde ein Sanktionssystem für Richter geschaffen, das eine Verwarnung (Gelbe Karte) oder auch einen Ausschluss des Reiters (Rote Karte) ermöglicht. Das Reglement wurde jedoch nicht geändert, sondern ein Katalog mit Interpretationshilfen erarbeitet.

## Kritik
Im Jahr 2009 stand die Deutsche Reiterliche Vereinigung in der Kritik, zu wenig gegen Doping und Tierschutzverstöße vorzugehen. Nach den Doping-/Medikationsvorfällen bei den Olympischen Sommerspielen 2008 und der Aussage Ludger Beerbaums „Im Laufe der Jahre habe ich mich darin eingerichtet, auszuschöpfen, was geht. – In der Vergangenheit hatte ich die Haltung: Erlaubt ist, was nicht gefunden wird“. bewirkte der öffentliche Druck, dass die FN (bzw. der DOKR) ihre Kader auflöste, eine unabhängige Kommission einrief und schärfere Regeln für Kaderathleten einführte (zum Beispiel Einführung von Trainingskontrollen und eines Stallbuches).
Von Seiten der Sportler wurde in diesem Zusammenhang kritisiert, dass die FN auf Druck der Medien Reiter fallen gelassen hätte, über bereits bestehende Sperren hinausgehende Maßnahmen gegen Reiter (Kadersperren, Verweigerung von Jahresturnierlizenzen) verhängte und im Fall Christian Ahlmanns sogar gegen ein Urteil des Weltpferdesportverbands FEI Widerspruch beim Internationalen Sportgerichtshofs einreichte. Das Oberlandesgericht Hamm stellte im Bezug auf Entzug und Verweigerung von Jahresturnierlizenzen an Daniel Deußer fest, dass diese Maßnahmen von Seiten der FN rechtswidrig waren.